# Laubrières
Laubrières é uma comuna francesa na região administrativa da Pays de la Loire, no departamento de Mayenne. Estende-se por uma área de 8,31 km². Em 2010 a comuna tinha 364 habitantes (densidade: 43,8 hab./km²).